# Lepinia
Lepinia es un género de fanerógamas de la familia Apocynaceae. Contiene cuatro especies. Es originario de Nueva Guinea y sur del Pacífico.

## Taxonomía
El género fue descrito por Joseph Decaisne y publicado en Annales des Sciences Naturelles; Botanique, sér. 3 12: 194. 1849.

## Especies
- Lepinia marquisensis Lorence & W.L.Wagner
- Lepinia ponapensis Hosok.
- Lepinia solomonensis Hemsl.
- Lepinia taitensis Decne.